# Shawn Sloan
Shawn Sloan (Geneva, 24 november 1990) is een Amerikaans voetballer.

## Clubcarrière
Sloan werd als zesenzestigste gekozen in de MLS Supplemental Draft 2013 door Columbus Crew.